# André Dupin
André Marie Jean Jacques Dupin, conhecido como André Aîné (Varzy, 1 de fevereiro de 1783 – Paris, 10 de novembro de 1865), foi um jurista, advogado e político francês, membro da Académie française.

## Biografia
Nascido em 1783 em uma pequena comuna do departamento de Nièvre, na Borgonha, filho de um advogado estabelecido, em tenra idade tornou-se o principal funcionário de um escritório de advocacia parisiense. Aluno da Academie de Legislation, foi nomeado advogado em 1800. Deputado em 1815, depois de participar da Revolução de Julho de 1830 foi presidente da Câmara dos Deputados de 1832 a 1840. Advogado e palestrante, durante a Restauração de Luís XVIII, perante a Câmara dos Pares, foi o defensor de alguns réus políticos, incluindo Michel Ney, marechal do Império e duque de Elchingen.
Em 1832 foi eleito membro da Académie française como sucessor do naturalista Georges Cuvier, ocupando a cadeira número 35. Morreu em Paris, aos 82 anos, em 1865.
É autor de muitas obras jurídicas. Seu irmão, François-Pierre-Charles Dupin, matemático, aluno de Monge na École polytechnique, escreveu vários trabalhos sobre geometria descritiva e teoria das curvas.

## Principais obras
- Principia juris civilis tum romani, tum gallici, seu Selecta legum romanarum ex corpore Justinianaeo depromptarum et cum civili Napoleonis codice apte concordantium, 5 voll., A.-A. Éverat (Parisiis), 1806-1812. online, 1812
- Dissertation sur les rapports entre cohéritiers; faisant suite au Traité des successions ab intestat, Paris, Durand, 1810.
- Des magistrats d'autrefois, des magistrats de la révolution, des magistrats a venir, Paris, Jeunehomme, 1814. online
- Observations sur plusieurs points importants de notre legislation criminelle, Paris, Baudouin freres, 1821.
- Manuel des avocats et des étudians en droit, Bruxelles, chez Adolphe Stapleaux, imprimeur libraire du Roy, 1823.
- Choix des plaidoyers et mémoires de M. Dupin, aîné, Paris, B. Warée Fils Ainé, 1823.
- Procès fait au constitutionnel, comme prévenu de tendance a porter atteinte au respect du a la religion de l'état, Paris, Baudouin freres, 1825.
- Du droit d'aînesse, Paris, P. Ledoux, 1826.
- Revolution de Juillet 1830 : son caractere legal et politique, Paris, Joubert, 1835.
- Manuel de droit public ecclesiastique francais : contenant: les libertes de l'eglise gallicane en 83 articles, avec un commentaire; la declaration du clerge de 1682, sur les limites de la puissance ecclesiastique; le concordat, [...], Paris, Videcoq pere et fils, 1844.
- Constitution de la République Française accompagnée de notes sommaires explicatives du texte, Paris, Videcoq, 1849.
- Memoires de M. Dupin, 4 voll., Paris, H. Plon, 1855-1861. online
- Regles de droit et de morale tirees de l'ecriture sainte / mises en ordre et annotees par M. Dupin, Paris, Plon, 1858.